# Лео Вяйсянен
Лео Вяйсянен (фін. Leo Väisänen, нар. 23 липня 1997, Гельсінкі) — фінський футболіст, захисник шведського клубу «Ельфсборг» та національної збірної Фінляндії.

## Клубна кар'єра
Народився 23 липня 1997 року в місті Гельсінкі. Вихованець юнацьких команд футбольних клубів КяПа та «ГІК». З 2015 року став виступати за фарм-клуб ГІКа «Клубі 04».
На початку 2016 року Вяйсянен повернувся в ГІК і 14 квітня в матчі проти РоПСа він дебютував у Вейккауслізі. Так і не ставши основним гравцем у рідному клубі, тому вже влітку того ж року був відданий в орену у ПК-35, а в кінці 2016 року перейшов у РоПС.
З літа 2018 року півтора сезони захищав кольори нідерландського клубу «Ден Босх» і здебільшого виходив на поле в основному складі команди, зігравши у 45	іграх Еерстедивізі.
12 січня 2020 року Вяйсянен перейшов у шведський «Ельфсборг», підписавши угоду на 3,5 роки. Станом на 17 червня 2021 відіграв за команду з Буроса 29 матчів в національному чемпіонаті.

## Виступи за збірні
2015 року дебютував у складі юнацької збірної Фінляндії (U-19), загалом на юнацькому рівні взяв участь у 4 іграх, відзначившись одним забитим голом.
Протягом 2017—2018 років залучався до складу молодіжної збірної Фінляндії. На молодіжному рівні зіграв у 8 офіційних матчах.
11 червня 2019 року дебютував в офіційних іграх у складі національної збірної Фінляндії у відбірковому матчі до чемпіонату Європи 2020 року проти збірної Ліхтенштейну.
1 червня 2021 року Вяйсянен був включений до фінальної заявки збірної на дебютний для неї чемпіонат Європи 2020 року у різних країнах.

## Особисте життя
Його мати, Анна-Ліїза Тілус, міс Фінляндія 1984 року, а брат, Саулі Вяйсянен, також став футболістом і грав за збірну Фінляндії.

## Досягнення
- Володар Кубка Швеції:

«Геккен»: 2024-25